# Лео (Буркина-Фасо)
Лео (фр. Léo) — город и городская коммуна в Буркина-Фасо, в Западно-Центральной области страны. Административный центр провинции Сисили.

## География
Город расположен в южной части страны, вблизи границы с Ганой, на высоте 302 м над уровнем моря. Коммуна включает в себя 10 городских секторов и 19 деревень.

## Население
По данным на 2013 год численность населения города составляла 33 717 человек. Население городской коммуны по данным переписи 2006 года составляет 50 378 человек. Основная этническая группа — груси.
Динамика численности населения города по годам:
| 1996   | 2005   | 2006   | 2013   |
| ------ | ------ | ------ | ------ |
| 18 988 | 23 953 | 26 183 | 33 717 |